# Maria Anna d'Asburgo-Teschen
Arciduchessa Maria Anna Isabelle Epiphanie Eugenie Gabriele d'Austria, nome completo in tedesco: Maria Anna Isabelle Epiphanie Eugenie Gabriele, Erzherzogin von Österreich (Linz, 6 gennaio 1882 – Losanna, 25 febbraio 1940), è stata un membro del ramo Teschen del Casato d'Asburgo-Lorena e un'arciduchessa d'Austria e principessa di Boemia, Ungheria, e Toscana per nascita.
Per mezzo del suo matrimonio con il Principe Elia di Borbone-Parma (lin seguito Duca di Parma), Maria Anna fu anche membro del Casato di Borbone-Parma ed una principessa di Borbone-Parma.

## Biografia

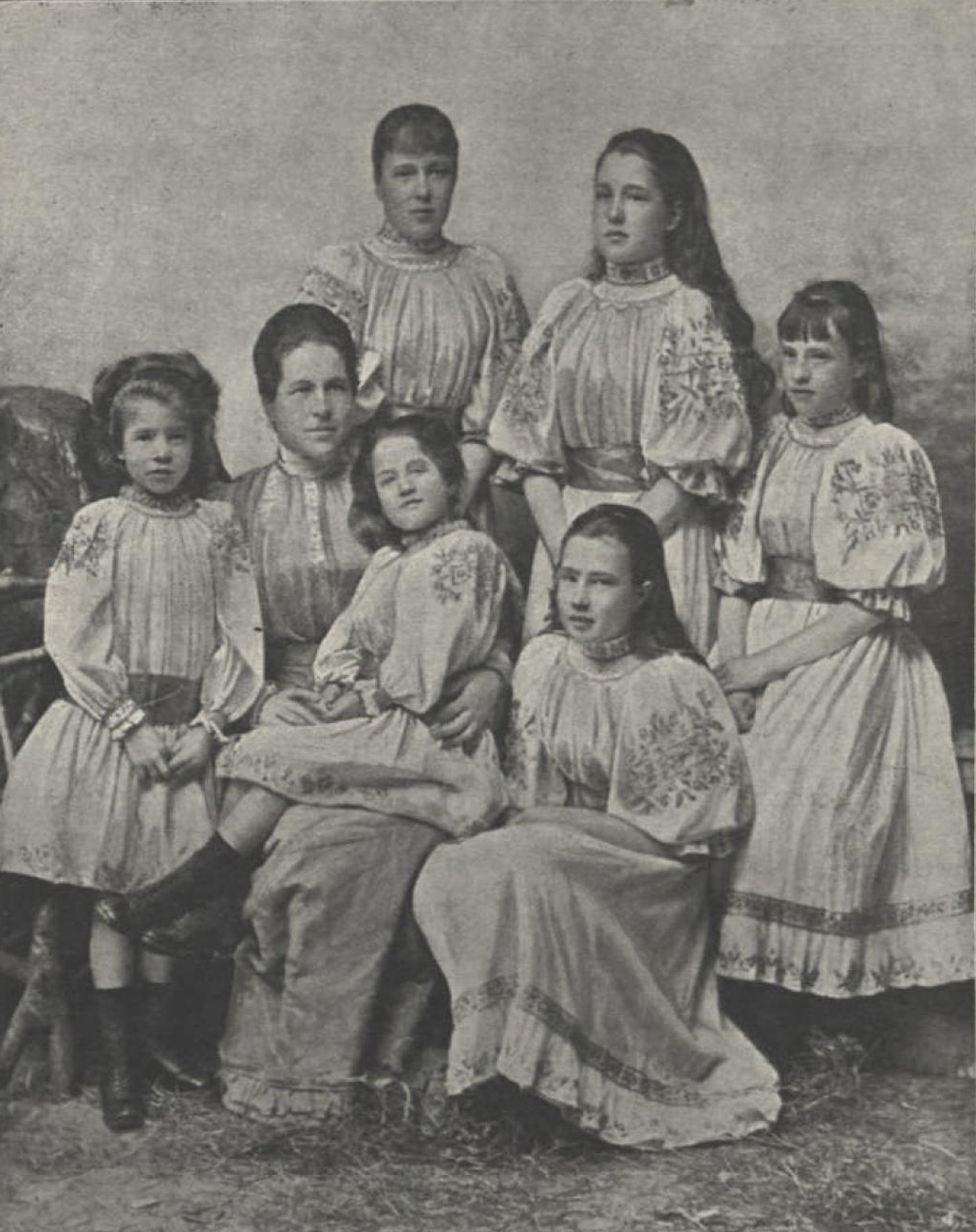
Le figlie dell'Arciduca Federico D'Asburgo-Teschen e la moglie Isabella von Croy.

### L'infanzia
Maria Anna era la secondogenita dell'Arciduca Federico, Duca di Teschen e di sua moglie la principessa Isabella von Croÿ.
Sua zia paterna era Maria Cristina d' Asburgo, regina di Spagna, come seconda moglie di Alfonso XII di Spagna.

### Il matrimonio
Nel 1890, era venuto il momento di cercare un marito per Maria Anna e le sue sorelle. La loro madre, l'ambiziosa principessa Isabella di Cröy aspirava a un matrimonio imperiale. Grandi speranze in quel momento era far sposare una delle sue figlie con l'arciduca Francesco Ferdinando, nipote di Francesco Giuseppe, l'erede al trono. Nel 1898, tuttavia, quando l'erede al trono, gli faceva visita, si scoprì che Francesco Ferdinando visitava non una delle sue figlie ma una delle dame di corte, la contessa Sophie Chotek von Chotkowa, che divenne sua moglie nel 1900.
Maria Anna sposò il Principe Elia di Borbone-Parma, figlio minore di Roberto I, duca di Parma e della sua prima moglie la Principessa Maria Pia di Borbone-Due Sicilie, il 25 maggio 1903 a Vienna.
Nel 1907, il suocero di Maria Anna morì. Il titolo ducale andò al figlio maggiore del Principe, il ritardato mentale Enrico. Il giudice austriaco stabilì la follia di Enrico e suo fratello, il duca Elia nominato tutore legale. Nel 1910, i fratelli, in comune accordo, di dividere la proprietà in due parti uguali. Elia - in qualità di tutore del fratello - ricevette il 50% delle attività (tra cui il castello di Chambord).
Nel 1911, la principessa Zita, sorellastra di Elia, sposò Carlo (futuro Carlo I d'Austria), diventando, poi, l'ultima imperatrice d'Austria.
Con la caduta dell'impero asburgico tutte le tenute vennero confiscate dal nuovo governo. Siccome la famiglia reale di Parma non era soggetta alla legge Asburgo, la famiglia ducale rimase ancora in Austria.
Elia divenne pretendente al ducato di Parma nel 1950 con la morte di suo fratello Giuseppe.

### La morte
Maria Anna morì il 25 febbraio 1940 a Losanna all'età di 58 anni.

## Discendenza
Maria Anna ed Elia ebbero otto figli:
- Elisabetta (17 marzo 1904-13 giugno 1983), morì nubile;
- Carlo Luigi (22 settembre 1905-26 settembre 1912), morì di poliomielite;
- Maria Francesca (5 settembre 1906-1994), morì nubile;
- Roberto Ugo (7 agosto 1909-25 novembre 1974), morì celibe;
- Francesco Alfonso (14 giugno 1913-29 maggio 1959), morì celibe;
- Giovanna Isabella (8 luglio 1916-1º novembre 1949), rimase nubile e fu uccisa in un incidente di tiro a La Toledana, Spagna;
- Alice (13 novembre 1917-28 marzo 2017), sposò l'Infante Alfonso, Duca di Calabria;
- Maria Cristina (7 giugno 1925-1º settembre 2009), morì nubile.

## Ascendenza
|                                       |                 |                                             | Genitori                                    |  |  | Nonni |  |  | Bisnonni                |  |  | Trisnonni                    |  |
|                                       |                 |                                             |                                             |  |  |       |  |  | Carlo d'Asburgo-Teschen |  |  | Leopoldo II d'Asburgo-Lorena |  |
|                                       |                 |                                             |                                             |  |  |       |  |  | Carlo d'Asburgo-Teschen |  |  | Leopoldo II d'Asburgo-Lorena |  |
|                                       |                 | Maria Luisa di Borbone-Spagna               |                                             |  |  |       |  |  | Carlo d'Asburgo-Teschen |  |  |                              |  |
| Carlo Ferdinando d'Asburgo-Teschen    |                 |                                             |                                             |  |  |       |  |  | Carlo d'Asburgo-Teschen |  |  |                              |  |
|                                       |                 | Enrichetta di Nassau-Weilburg               | Federico Guglielmo di Nassau-Weilburg       |  |  |       |  |  |                         |  |  |                              |  |
|                                       |                 | Enrichetta di Nassau-Weilburg               | Federico Guglielmo di Nassau-Weilburg       |  |  |       |  |  |                         |  |  |                              |  |
|                                       |                 | Enrichetta di Nassau-Weilburg               | Luisa Isabella di Kirchberg                 |  |  |       |  |  |                         |  |  |                              |  |
| Federico d'Asburgo-Teschen            |                 | Enrichetta di Nassau-Weilburg               |                                             |  |  |       |  |  |                         |  |  |                              |  |
|                                       |                 | Giuseppe Antonio Giovanni d'Asburgo-Lorena  | Leopoldo II d'Asburgo-Lorena                |  |  |       |  |  |                         |  |  |                              |  |
|                                       |                 | Giuseppe Antonio Giovanni d'Asburgo-Lorena  | Leopoldo II d'Asburgo-Lorena                |  |  |       |  |  |                         |  |  |                              |  |
|                                       |                 | Giuseppe Antonio Giovanni d'Asburgo-Lorena  | Maria Luisa di Borbone-Spagna               |  |  |       |  |  |                         |  |  |                              |  |
| Elisabetta Francesca d'Asburgo-Lorena |                 | Giuseppe Antonio Giovanni d'Asburgo-Lorena  |                                             |  |  |       |  |  |                         |  |  |                              |  |
|                                       |                 | Maria Dorotea di Württemberg                | Ludovico Federico Alessandro di Württemberg |  |  |       |  |  |                         |  |  |                              |  |
|                                       |                 | Maria Dorotea di Württemberg                | Ludovico Federico Alessandro di Württemberg |  |  |       |  |  |                         |  |  |                              |  |
|                                       |                 | Maria Dorotea di Württemberg                | Enrichetta di Nassau-Weilburg               |  |  |       |  |  |                         |  |  |                              |  |
| Maria Anna d'Asburgo-Teschen          |                 | Maria Dorotea di Württemberg                |                                             |  |  |       |  |  |                         |  |  |                              |  |
|                                       | Alfredo di Croÿ | Augusto di Croÿ                             |                                             |  |  |       |  |  |                         |  |  |                              |  |
|                                       | Alfredo di Croÿ | Augusto di Croÿ                             |                                             |  |  |       |  |  |                         |  |  |                              |  |
|                                       | Alfredo di Croÿ | Anna-Victurnienne de Rochechouart-Mortemart |                                             |  |  |       |  |  |                         |  |  |                              |  |
| Rodolfo di Croÿ                       | Alfredo di Croÿ |                                             |                                             |  |  |       |  |  |                         |  |  |                              |  |
|                                       |                 | Eleonora di Salm-Salm                       | Costantino di Salm-Salm                     |  |  |       |  |  |                         |  |  |                              |  |
|                                       |                 | Eleonora di Salm-Salm                       | Costantino di Salm-Salm                     |  |  |       |  |  |                         |  |  |                              |  |
|                                       |                 | Eleonora di Salm-Salm                       | Maria di Sternberg-Manderscheid             |  |  |       |  |  |                         |  |  |                              |  |
| Isabella di Croÿ                      |                 | Eleonora di Salm-Salm                       |                                             |  |  |       |  |  |                         |  |  |                              |  |
|                                       |                 | Eugenio di Ligne                            | Luigi Eugenio di Ligne                      |  |  |       |  |  |                         |  |  |                              |  |
|                                       |                 | Eugenio di Ligne                            | Luigi Eugenio di Ligne                      |  |  |       |  |  |                         |  |  |                              |  |
|                                       |                 | Eugenio di Ligne                            | Giuseppina Luisa van der Noote              |  |  |       |  |  |                         |  |  |                              |  |
| Natalia di Ligne                      |                 | Eugenio di Ligne                            |                                             |  |  |       |  |  |                         |  |  |                              |  |
|                                       |                 | Natalia de Trazegnies                       | Giorgio Filippo de Trazegnies               |  |  |       |  |  |                         |  |  |                              |  |
|                                       |                 | Natalia de Trazegnies                       | Giorgio Filippo de Trazegnies               |  |  |       |  |  |                         |  |  |                              |  |
|                                       |                 | Natalia de Trazegnies                       | Maria Luisa de Maldeghem                    |  |  |       |  |  |                         |  |  |                              |  |
|                                       |                 | Natalia de Trazegnies                       |                                             |  |  |       |  |  |                         |  |  |                              |  |

## Titoli, appellativi, onorificenze e stemma

### Titoli ed appellativi
- 6 gennaio 1882 – 25 maggio 1903: sua altezza imperiale e reale arciduchessa e principessa Maria Anna d'Austria; principessa Maria Anna d'Ungheria, Boemia, e Toscana
- 25 maggio 1903 – 25 febbraio 1940: sua altezza imperiale e reale principessa Maria Anna di Borbone-Parma, arciduchessa e principessa Imperiale d'Austria; principessa d'Ungheria, Boemia, e Toscana